# Wangershausen
Wangershausen ist ein Stadtteil der Stadt Frankenberg (Eder) im nordhessischen Landkreis Waldeck-Frankenberg.

## Geografie
Wangershausen befindet sich ca. 6,5 km nordwestlich von Frankenberg (Eder), im nördlichen Hessen, nahe zur nordrhein-westfälischen Grenze.
Die Gemarkung Wangershausens umfasst etwa 2900 Hektar.
Der Ort ist von Feldern und Wäldern umgeben.

## Geschichte
Die älteste bekannte urkundliche Erwähnung erfolgte am 20. Juli 1238 unter dem Namen Wanegolshusen in einem Verkaufsprotokoll zwischen Erzbischof Siegfried III. von Mainz und den Grafen von Battenberg. Sicher ist aber, dass der Ort schon mehrere hundert Jahre früher begründet wurde (ca. 8./9. Jahrhundert zur Zeit der Franken und Sachsen).
Die Zahl der Einwohner war zum Ende des Dreißigjährigen Krieges und nach der Pestepidemie von ehemals beständigen ca. 125 auf ca. 40 dezimiert worden.

## Wiederaufbereitungsanlage
Am 2. Dezember 1981 wurde durch den damaligen Wirtschaftsminister Hessens Klaus-Jürgen Hoffie bekannt gegeben, dass die Deutsche Gesellschaft für Wiederaufarbeitung von Kernbrennstoffen (DWK) die Gemarkung Frankenberg-Wangershausen neben Merenberg und Waldbrunn (Westerwald) im Landkreis Limburg-Weilburg als möglichen Standort für eine Wiederaufbereitungsanlage (WAA) benannt hatte. Am Abend des gleichen Tages fand  eine spontane Demonstration mit über 600 Teilnehmern in Frankenberg statt. Die erste Großdemonstration der regionalen Bevölkerung mit annähernd 10.000 Teilnehmern fand am 23. Januar 1982 auf dem Obermarkt Frankenbergs statt.
Am 27. März 1982 fand eine weitere Demonstration statt. Heimische Bauern fuhren mit über 200 Traktoren in einem drei Kilometer langen Zug auf den Frankenberger Obermarkt, wo dann vor über 1000 Demonstranten eine Resolution der Landwirte verlesen wurde. Die hessische Landesregierung beschloss am 21. Juli 1982 einstimmig, Wangershausen als WAA – Standort zu benennen, wie Ministerpräsident Holger Börner bekannt gab. Zwei Tage später, am 23. Juli 1982, fand in Frankenberg eine Großdemonstration gegen diese Pläne statt, an der über 10.000 Menschen teilnahmen.
Im November 1982 wurde das Vorhaben aufgegeben und wenig später Wackersdorf/Bayern (Wiederaufarbeitungsanlage Wackersdorf) als neuer möglicher Standort durch die DWK in Erwägung gezogen.

### Gebietsreform
Am 31. Dezember 1970 wurde die bis dahin selbständige Gemeinde Wangershausen im Zuge der Gebietsreform in Hessen auf freiwilliger Basis in die Stadt Frankenberg (Eder) (damalige Schreibweise Frankenberg-Eder) eingegliedert.
Für den Wangershausen wurde, wie für die übrigen Stadtteile, ein Ortsbezirk mit Ortsbeirat und Ortsvorsteher nach der Hessischen Gemeindeordnung eingerichtet.

### Bevölkerung
Einwohnerentwicklung
 Quelle: Historisches Ortslexikon
- 1577: 12 Hausgesesse
- 1747: 20 Haushaltungen

| Wangershausen: Einwohnerzahlen von 1834 bis 2016 | Wangershausen: Einwohnerzahlen von 1834 bis 2016 | Wangershausen: Einwohnerzahlen von 1834 bis 2016 | Wangershausen: Einwohnerzahlen von 1834 bis 2016 | Wangershausen: Einwohnerzahlen von 1834 bis 2016 |
| --- | ------------------------------------------------ | ------------------------------------------------ | ------------------------------------------------ | ------------------------------------------------ |
| Jahr |                                                  |                                                  |                                                  | Einwohner                                        |
| 1834 | 1834                                             |                                                  | 204                                              | 204                                              |
| 1840 | 1840                                             |                                                  | 208                                              | 208                                              |
| 1846 | 1846                                             |                                                  | 240                                              | 240                                              |
| 1852 | 1852                                             |                                                  | 265                                              | 265                                              |
| 1858 | 1858                                             |                                                  | 264                                              | 264                                              |
| 1864 | 1864                                             |                                                  | 238                                              | 238                                              |
| 1871 | 1871                                             |                                                  | 209                                              | 209                                              |
| 1875 | 1875                                             |                                                  | 208                                              | 208                                              |
| 1885 | 1885                                             |                                                  | 234                                              | 234                                              |
| 1895 | 1895                                             |                                                  | 233                                              | 233                                              |
| 1905 | 1905                                             |                                                  | 200                                              | 200                                              |
| 1910 | 1910                                             |                                                  | 196                                              | 196                                              |
| 1925 | 1925                                             |                                                  | 207                                              | 207                                              |
| 1939 | 1939                                             |                                                  | 200                                              | 200                                              |
| 1946 | 1946                                             |                                                  | 320                                              | 320                                              |
| 1950 | 1950                                             |                                                  | 285                                              | 285                                              |
| 1956 | 1956                                             |                                                  | 210                                              | 210                                              |
| 1961 | 1961                                             |                                                  | 188                                              | 188                                              |
| 1967 | 1967                                             |                                                  | 205                                              | 205                                              |
| 1980 | 1980                                             |                                                  | ?                                                | ?                                                |
| 1991 | 1991                                             |                                                  | 204                                              | 204                                              |
| 2005 | 2005                                             |                                                  | 210                                              | 210                                              |
| 2011 | 2011                                             |                                                  | 192                                              | 192                                              |
| 2016 | 2016                                             |                                                  | 192                                              | 192                                              |
| Datenquelle: Historisches Gemeindeverzeichnis für Hessen: Die Bevölkerung der Gemeinden 1834 bis 1967. Wiesbaden: Hessisches Statistisches Landesamt, 1968. Weitere Quellen: ; Stadt Frankenberg (Eder):; Zensus 2011 |                                                  |                                                  |                                                  |                                                  |

Religionszugehörigkeit
 Quelle: Historisches Ortslexikon
| • 1895: | 233 evangelische (= 99,57 %), ein katholischer (= 0,43 %), 16 anderes christliche-konfessionelle (= 2,43 %) Einwohner |
| • 1961: | 178 evangelische (= 94,68 %), 10 katholische (= 5,32 %) Einwohner                                                     |

## Kultur

### Hausnamen
Die Bewohner von Häusern bekommen zusätzliche Namen, die umgangssprachlich verwandt werden (z. B. Kimmelhenses, Nettes, Schusters, Sperers, Pinnjost, Armes); gemeint sind jeweils die Bewohner der Häuser, deren Name meistens nichts mit denen der Bewohner zu tun hat.
Einige Hausnamen sind nachweislich schon jahrhundertealt und haben oft mit den Berufen, aber auch menschlichen Eigenheiten früherer Besitzer zu tun.

### Maimann
Der Maimann ist ein alter Brauch in Wangershausen. An einem Sonntag im Mai wird der kräftigste Schuljunge in frisches Birkengrün eingewickelt und mit einer Kette aus bunt bemalten ausgeblasenen Eiern behängt. Kleinere Jungen und Mädchen werden als Zwerge und Elfen verkleidet und ziehen gemeinsam mit dem Maimann Volkslieder singend durch das Dorf. Die Zwerge und Elfen verkaufen bunte Sträuße und sammeln dafür Geld ein, das in früheren Zeiten für die Dorfschule verwandt wurde.

## Wirtschaft und Infrastruktur
Die Bürger Wangershausens haben früher von der Land- und Holzwirtschaft gelebt. Heute haben diese Ertragsfelder nur noch nachrangige Bedeutung. Die Menschen leben vom Handwerk und der Industrie. Der Tourismus hat nicht Fuß fassen können.